# Układ prawie idealny
Układ prawie idealny (ang. The Next Best Thing) – amerykański film obyczajowy z 2000 roku w reżyserii Johna Schlesingera.

## Fabuła
Film opowiada o dwójce serdecznych przyjaciół: instruktorce jogi o imieniu Abbie i architekcie krajobrazu, Robercie, który jest gejem. Para podczas mocno zakrapianej imprezy uprawiają seks, zaś po kilku tygodniach okazuje się, że Abbie jest w ciąży. Po pięciu latach kobieta zakochuje się w Benie i chce z nim zamieszkać wraz z synkiem. W tym momencie między przyjaciółmi rozpoczyna się pełna niespodzianek walka o opiekę nad chłopcem.

## Obsada
- Rupert Everett – Robert Whittaker
- Madonna – Abbie Reynolds
- Benjamin Bratt – Ben Cooper
- Michael Vartan – Kevin Lasater
- Josef Sommer – Richard Whittaker
- Lynn Redgrave – Helen Whittaker
- Malcolm Stumpf – Sam
- Neil Patrick Harris – David
- Illeana Douglas – Elizabeth Ryder
- Mark Valley – Kardiolog
- Suzanne Krull – Annabel
- Stacy Edwards – Finn
- William Mesnik – Ashley

## Ścieżka dźwiękowa
Na ścieżce dźwiękowej filmu znalazły się dwa nagrania Madonny, w tym przebój "American Pie".

## Produkcja
Zdjęcia do filmu kręcono w Kalifornii (Los Angeles, Glendale, Pasadena, Santa Monica).